# Psammitis minor
Psammitis minor is een spinnensoort uit de familie van de krabspinnen (Thomisidae).
De wetenschappelijke naam van de soort werd in 1946 als Xysticus minor gepubliceerd door Dmitry Evstratievich Kharitonov.